# گبلا، آنگولا
گبلا (به انگلیسی: Gabela) شهری در استان کوانزای جنوبی واقع در کشور آنگولا است که در سال ۲۰۰۹ میلادی ۴٬۴۴۲ نفر جمعیت داشته است.